# Mieczysław Węgrzyn (aktor)
Mieczysław Węgrzyn (ur. 28 września 1909 w Krakowie, zm. 27 maja 1942 w Oświęcimiu) – polski aktor teatralny i filmowy, autor tekstów piosenek.

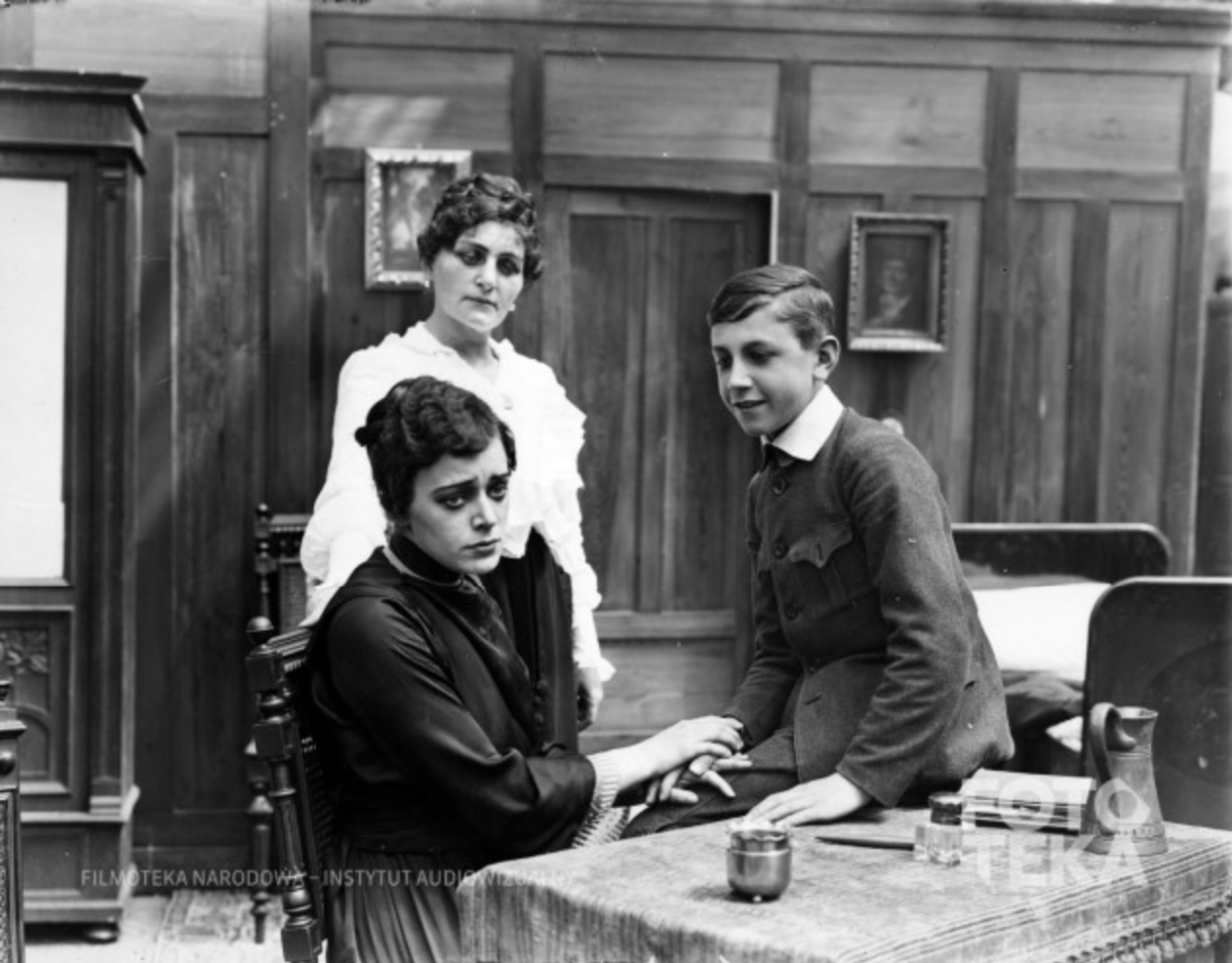
Mieczysław Węgrzyn (po prawej) na planie filmu Przestępcy (1919)

## Życiorys
Był synem Józefa Węgrzyna uważanego za jednego z najwybitniejszych polskich aktorów pierwszej połowy XX w. Jego stryj Maksymilian był również aktorem teatralnym i reżyserem. 
Mieczysław zadebiutował na dużym ekranie jako ośmiolatek w filmie Kobieta (1917). Jako dziesięciolatek zagrał u boku ojca w filmie Przestępcy (1919). Po ukończeniu szkoły średniej studiował prawo na Uniwersytecie Warszawsikm, ale przerwał studia i zaczął przygotowywać się do zawodu aktorskiego pod kierunkiem Józefa Śliwickiego. W 1931 zdał egzamin eksternistyczny ZASP.
W latach 1931–33 występował w Teatrze Miejskim w Łodzi, w latach 1933–35 w Teatrze Miejskim w Wilnie, w latach 1935–38 w Teatrze im. Słowackiego w Krakowie.
W roku 1937 wystąpił w filmie Płomienne serca (jako Witold Marewicz), do którego również stworzył teksty piosenek (Człek chociaż młody i Pan Wojciech ciągle woła).
W latach 1938–41 występował na deskach Teatrów Miejskich we Lwowie (przekształconych w 1939 w Państwowy Polski Teatr Dramatyczny). 
Podobny do ojca, szybko zaczął grywać czołowe role i w ciągu swej krótkiej działalności artystycznej zyskał znaczną popularność. 
Krytyk teatralny i filmowy Juliusz Kydryński mówił o nim:

(...) pełen niespotykanej energii, zaraźliwej wprost radości życia, temperamentu i jakiejś trudnej do określenia wewnętrznej pogody, a poza tym obdarzony naprawdę wielkim talentem, podawał każdą rolę w sposób właściwy, intuicyjnie punktował odpowiednie fragmenty, niezrównanie cieniował inne, a wszystko ze swobodą i wdziękiem, którego można mu było zazdrościć.

Po zajęciu Lwowa przez Związek Radziecki we wrześniu 1939 nie przerwał pracy. Jesienią 1941, po wkroczeniu do Lwowa wojsk niemieckich, wrócił do Krakowa.
Został zatrzymany 16 kwietnia 1942 w Kawiarni Plastyków, do której wtargnęło Gestapo i aresztowało wszystkich obecnych – w odwecie za zamach na wyższego oficera SS na lotnisku w Czyżynach. Mieczysław Węgrzyn trafił najpierw do więzienia Montelupich, a następnie 25 kwietnia 1942 został wywieziony do obozu koncentracyjnego KL Auschwitz i osadzony tam jako więzień polityczny. Został rozstrzelany w obozie 27 maja 1942.
Jego śmierć bardzo wpłynęła na kondycję psychiczną ojca. Aktor po stracie syna zapadł na poważne zaburzenia psychiczne, które rozwinęły się w schizofrenię i zakończyły śmiercią w szpitalu psychiatrycznym.

## Role teatralne

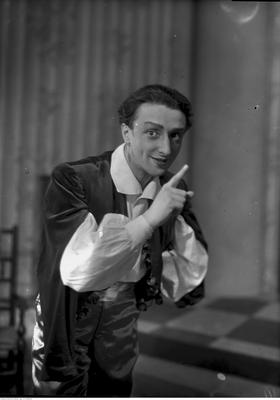
Mieczysław Węgrzyn w spektaklu „Wesele Figara” w Teatrze im. Juliusza Słowackiego w Krakowie (1937)

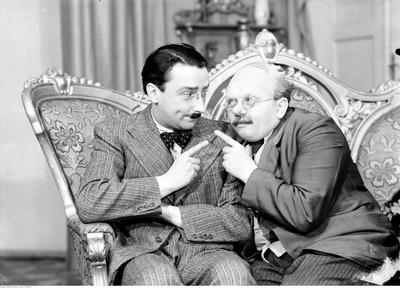
Mieczysław Węgrzyn i Kazimierz Szubert w spektaklu „Pani ministrowa” Branislava Nušića w Teatrze Miejskim im. Juliusza Słowackiego w Krakowie (1938)

- 1932: Krzyczcie, Chiny!, Siergiej Trietiakow – jako Mnich, reż. Leon Schiller, Teatr Miejski, Łódź
- 1936: Rozkoszna dziewczyna, Ralph Benatzky – jako Feliks, reż. Wacław Radulski, Teatr Miejski im. Juliusza Słowackiego, Kraków
- 1936: Złota Czaszka, Juliusz Słowacki – jako Stanisław, reż. Ludwik Solski, Teatr Miejski im. Juliusza Słowackiego, Kraków
- 1937: Krawiec w zamku, Paul Armont, Leopold Marchand – jako Adolf Lortigan, reż. Wacław Radulski, Teatr Miejski im. Juliusza Słowackiego, Kraków
- 1937: Złoty wieniec, Christine Jope-Slade, Sewell Stokes – jako Fred, reż. Stanisława Wysocka, Teatr Miejski im. Juliusza Słowackiego, Kraków
- 1937: Mały Woodley, John van Druten – jako Ainger, reż. Wiktor Biegański, Teatr Miejski im. Juliusza Słowackiego, Kraków
- 1937: Bolesław Śmiały, Stanisław Wyspiański – jako Rycerz Bolesławowy, reż. Karol Frycz, Teatr Miejski im. Juliusza Słowackiego, Kraków
- 1937: Lato w Nohant, Jarosław Iwaszkiewicz – jako Maurycy, reż. Zbigniew Ziembiński, Teatr Miejski im. Juliusza Słowackiego, Kraków
- 1937: Jaskółka z wieży Mariackiej, Konstanty Krumłowski – jako Henryk Orwicz, reż. Wacław Radulski, Teatr Miejski im. Juliusza Słowackiego, Kraków
- 1937: Koletta, Ralf Benatzky – jako Andrzej, reż. Józef Karbowski, Teatr Miejski im. Juliusza Słowackiego, Kraków
- 1937: Wielka miłość, Franciszek Molnar – jako Jan, reż. Józef Karbowski, Teatr Miejski im. Juliusza Słowackiego, Kraków
- 1938: Pani ministrowa, Branislav Nušić – jako Czeda, reż. Józef Karbowski, Teatr Miejski im. Juliusza Słowackiego, Kraków
- 1938: Serce Balbiny, Ferdynand Crommelynck – jako Gabriel, reż. Wacław Radulski, Teatr Miejski im. Juliusza Słowackiego, Kraków[4]